# Black 'n Blue
Pour les articles homonymes, voir Black and Blue.
Black 'n Blue est un groupe américain de heavy metal, originaire de Portland, dans l'Oregon. Le groupe déménage à Los Angeles en 1982 et ont fait leur première apparition sur une compilation indépendante Metal Massacre, qui a également introduit les nouveaux arrivants: Metallica, Ratt, et Malice. Leur guitariste Tommy Thayer fait partie de Kiss.

## Historique
Black 'n Blue est formé en novembre 1981 par les lycéens Jamie St. James et Tommy Thayer à Portland, dans l'Oregon. À l'origine appelé Movie Star, le groupe choisit le nom Black 'n Blue inspiré de son style musical « plein la face ». Le groupe se popularise en 1982 grâce à Brian Slagel qui a écouté la démo Chains Around Heaven et a ajouté la chanson à sa compilation Metal Massacre — une compilation indépendante qui présente des nouveaux venus de l'époque comme Metallica, Ratt, et Malice.
Black 'n Blue se délocalise à Los Angeles en 1983 et se popularise dans la scène musicale hollywoodienne. En six mois, le groupe signe un contrat de distribution internationale avec Geffen Records, et publie son premier album, Black 'n Blue, en août 1984. L'album, produit par Dieter Dierks, inclut Hold on to 18 qui sera diffusé sur MTV et deviendra un succès modéré. Une suite de l'album, intitulée Without Love, est publiée l'année suivante. Les chansons Without Love et Miss Mystery sont des succès. Un troisième single issu de l'album, intitulé Nature of the Beach est incluse dans la bande son du film Vision Quest. En 1986, Black 'n Blue attire l'intérêt du bassiste de Kiss, Gene Simmons, qui deviendra le producteur du groupe pour deux albums. Le groupe publie deux nouveaux albums au label Geffen, Nasty Nasty en 1986 et In Heat en 1988. En 1988 sort l'album  In Heat. L'année suivante, en 1989, le groupe se sépare.
Après la séparation du groupe, Thayer forme le groupe American Man avec le guitariste Brian Jennings, le bassiste et chanteur Todd Jensen et le batteur Kevin Muriel (a.k.a. Kevin Valentine). Le trio Thayer, Jensen et Valentine se joint à Harlow en 1990. St. James, lui, enregistre quelques démos sous la houlette de Wet Engine en 1988 avant de former Freight Train Jane.
Le 31 octobre 1997, le groupe se reforme pour un concert à Portland. En mars 2003, le groupe signe au label britannique Z Records, annonçant par la même occasion un nouvel album intitulé Hell Yeah!. L'album est finalement publié le 16 septembre 2003,. À cette période, le groupe comprend Jaime St. James, Jef Warner, Patrick Young, Pete Holmes et Shawn Sonnenschein. Une tournée américaine suit avec Bulletboys et L.A. Guns. En 2004, Jaime St. James devient le chanteur de Warrant, remplaçant Jani Lane.
En 2005, Jaime St. James repart en studio avec Warrant pour un nouvel album sous Cleopatra Records. Le nouvel album, Born Again, est bien accueilli par la presse spécialisée. En décembre 2008, Black 'n Blue participe au Rocklahoma-Festival.
En janvier 2011, le groupe est annoncé en concert à Denver, dans le Colorado, pour le 25 mars la même année.
Le groupe effectue cinq concerts en 2013, avec leur nouveau guitariste, Brandon Cook ; le 8 mars au Hawthorne Theater dans leur ville natale de Portland, le 19 octobre au SkullFest dans le Nebraska, le 15 novembre au Whisky a Go Go dans West Hollywood, le 16 novembre au Vamp'd de Las Vegas, aet le 27 décembre au District de Sioux Falls, dans le Dakota du Sud.

## Clips
Black 'n Blue a fait plusieurs clips de leurs chansons dont Hold on to 18, I'll Be There for You et Miss mystery.
D'ailleurs, dans le clip Miss Mystery qui se passe dans un avion de nuit, on voit le groupe installé sur l'aile droite en plein air.
Mais on peut aussi les remarquer en tant que passagers dans l'avion, mais les plans pris par la caméra rendent cette apparition implicite. Le chanteur du groupe de rock canadien Loverboy, Mike Reno, participe à l'album Without Love. Il a fait la partie vocale de la chanson We've Got the Fire.

## Membres

### Membres actuels
- Jaime St. James - chant (1981-1989, 1997, 2003, 2007, depuis 2008)
- Patrick Young - basse, chœurs (1981-1989, 1997, 2003, 2007, depuis 2008)
- Pete Holmes - batterie (1981-1989, 1997, 2003, 2007, depuis 2008)
- Shawn Sonnenschein - guitare, chœurs (2003, depuis 2008)
- Brandon Cook - guitare, chœurs (depuis 2013)

### Anciens membres
- Tommy Thayer - guitare solo, clavier, chœurs (se réunit périodiquement avec le groupe) (1981-1989, 1997, 2007, 2010, 2011)
- Jeff Warner - guitare rythmique, clavier, chœurs (1982-1989, 1997, 2003, 2007, 2008-2013)
- Virgil Ripper - guitare rythmique (1981-1982)

## Discographie

### Albums studio
- 1984 : Black 'n Blue
- 1985 : Without Love
- 1986 : Nasty Nasty
- 1988 : In Heat
- 2003 : Hell Yeah!

### Compilations
- 2001 : The Demos Remastered: Anthology 1
- 2001 : Ultimate Collection
- 2005 : Collected
- 2007 : Rarities

### Albums live
- 1998 : One Night Only
- 2002 : Live In Detroit - 1984